# Лора Тарантола
Лора Тарантола (фр. Laura Tarantola, нар. 8 червня 1994) — французька веслувальниця, срібна призерка Олімпійських ігор 2020 року, чемпіонка світу.

## Виступи на Олімпіадах
| Олімпіада  | Дисципліна               | Місце |
| ---------- | ------------------------ | ----- |
| Токіо 2020 | парні двійки, легка вага | 2     |
| Париж 2024 | парні двійки, легка вага | 7     |

## Зовнішні посилання
- Лора Тарантола на сайті World Rowing (англійська)
- Лора Тарантола на сайті Olympedia (англійська)